# 兰·劳里
兰·劳里（英語：Ran Laurie，1915年5月4日—1998年9月19日），英国男子赛艇运动员。他曾代表英国参加1936年和1948年夏季奥林匹克运动会赛艇比赛，其中1948年奥运会获得一枚金牌。